# Chambonchard
Chambonchard é uma comuna francesa na região administrativa da Nova Aquitânia, no departamento de Creuse. Estende-se por uma área de 12,86 km². Em 2010 a comuna tinha 85 habitantes (densidade: 6,6 hab./km²).